# Juan Carlos Arce (pisarz)
Juan Carlos Arce (ur. 1958 w Albacete w Hiszpanii) – hiszpański powieściopisarz i dramaturg. Pracował także w Madrycie jako prawnik.
Jest laureatem nagrody "Fernando Lara" (2002) za powieść Kolory wojny, a także uniwersyteckiej nagrody teatralnej za powieść Żeby dalej męczyć pytaniami.

## Twórczość
- Melibea no quiere ser mujer (Melibea nie chce być kobietą)
- Para seguir quemando preguntas (Żeby dalej męczyć pytaniami)
- La chistera sobre las dunas (Cylinder na wydmach)
- Retrato en blanco (Portret w bieli)
- La segunda vida de doña Juana Tenorio (Drugie życie pani Juany Tenorio)
- El matemático del rey (Matematyk króla)
- La mitad de una mujer (Połowa kobiety)
- Los colores de la guerra (Kolory wojny)
- La orilla del mundo (Skraj świata)
- El aire de un fantasma (Powiew ducha)
- La noche desnuda (Naga noc)